# Freddy Suárez (football)
Freddy Isaías Suárez Peñaloza, né le 7 mai 1970 à Ilo au Pérou, est un footballeur international péruvien. Il jouait au poste de milieu de terrain relayeur avant de devenir entraîneur.

## Biographie

### Carrière en club
Après un passage entre 1993 et 1994 au Cienciano del Cusco, Freddy Suárez réalise l'essentiel de sa carrière dans des clubs de la région d'Arequipa dont le FBC Melgar, où il joue de 1995 à 2003, et dont il sera capitaine.
En 2006, il s'octroie son seul titre de joueur, la Copa Perú, avec le Total Clean d'Arequipa.
En 2011, il met fin à sa carrière au CS Huracán, club où il avait joué à ses débuts en 1992.

### Carrière en équipe nationale
International péruvien à deux reprises entre 1999 et 2000, Freddy Suárez fait partie du groupe qui dispute la Gold Cup 2000 aux États-Unis où le Pérou est convié à participer, se hissant en demi-finales.

### Carrière d'entraîneur
Devenu entraîneur, il dirige notamment le FBC Aurora d'Arequipa en 2014.

## Palmarès(joueur)
| Total Clean - Copa Perú (1) : - Vainqueur : 2006. |  | Cobresol FBC - Championnat du Pérou D2 : - Vice-champion : 2009. |